# Hứa Ngụy Châu
Hứa Ngụy Châu (tiếng Trung: 许魏洲, bính âm: Xǔ Wèizhōu; sinh ngày 20 tháng 10 năm 1994) là nam diễn viên, ca sĩ người Trung Quốc.
Ngày 29 tháng 1 năm 2016, bộ phim webdrama BL học đường Thượng Ẩn được công chiếu, tạo nên một làn sóng hâm mộ và hưởng ứng rộng rãi. Nhờ thủ vai chính trong bộ phim này, tên tuổi Hứa Ngụy Châu vụt sáng và nổi tiếng. Hiện tại, anh đang chú tâm vào sự nghiệp âm nhạc với vai trò ca sĩ và nhạc sĩ sáng tác. Hứa Ngụy Châu là người đại diện và dẫn đầu cho nhiều nhãn hiệu thời trang và mĩ phẩm nổi tiếng trong và ngoài nước.
Hứa Ngụy Châu là nghệ sĩ solo đầu tiên tại Trung Quốc Đại Lục tổ chức concert âm nhạc tại Hàn Quốc và được mời làm khách mời chính thức tại Billboard Music Award 2017.

## Thời niên thiếu
Hứa Ngụy Châu xuất thân là người Thượng Hải, từ nhỏ đã thích khiêu vũ, khi lớn lên thì đam mê sáng tác, ca hát và chơi đàn ghi-ta... Lên cấp hai, Hứa Ngụy Châu học tại trường Trung học thuộc Học viện Hí kịch Thượng Hải và cùng nhóm bạn thân thành lập ban nhạc EggAche.
Tháng 7 năm 2011, Hứa Ngụy Châu cùng 5 người bạn gây dựng bạn nhạc PROME với phong cách Death Metal, các thành viên đến từ các trường học khác nhau. Hứa Ngụy Châu là tay ghi-ta chính trong ban nhạc. Sau này, anh nhập học tại Học viện Hí khúc Trung Quốc.

## Hoạt động nổi bật

### 2016
- Ngày 20 tháng 2, anh đã tham dự buổi gặp mặt người hâm mộ bộ phim Thượng Ẩn tại Thượng Hải.[2]
- Ngày 9 tháng 4, Hứa Ngụy Châu giành giải thưởng "Thần tượng phim chiếu mạng được yêu thích nhất" tại Sự kiện trao giải âm nhạc "Chinese Top Music Awards" tổ chức ở Thâm Quyến, Trung Quốc.
- Ngày 17 tháng 4, anh cùng với đoàn làm phim Thượng Ẩn tới Băng Cốc tham dự fan meeting tổ chức tại đây.
- Ngày 24 tháng 4, trang cá nhân trên Sina Weibo của Hứa Ngụy Châu đạt mốc 2 triệu người theo dõi.[3]
- Ngày 01 tháng 5, Hứa Ngụy Châu ra mắt album đầu tay "Light" với 7 ca khúc.[4]
- Ngày 05 tháng 6, Hứa Ngụy Châu bắt đầu buổi concert đầu tiên trong chuỗi hoạt động quảng bá Album Light mang tên Light Asia Tour tại Bắc Kinh (Trung Quốc), các địa điểm tiếp theo tại Hàn Quốc, Thái Lan, Thâm Quyến, Thượng Hải. Là nghệ sĩ Đại Lục đầu tiên mở concert bán vé công khai tại Hàn Quốc. Đặc biệt, concert tại Thượng Hải với số lượng 10.000 vé đã được bán ra chỉ trong 19 giây.
- Ngày 23.10 tham gia lễ hội âm nhạc "Điểu Nhân" kỷ niệm 20 năm thành lập của tập đoàn Peacebird Birdy_music_festival
- Tháng 12 giới thiệu single Phóng

### 2017
- Billboard Music Awards 2017 được tổ chức tại Las Vegas ngày 21/5 (8h BK ngày 22/5). Với tư cách là ca sĩ thế hệ mới Hứa Ngụy Châu được mời tham dự Lễ trao giải với tư cách là Đại sứ ánh sáng. Đây là lần đầu tiên ca sĩ nội địa Trung Quốc được mời tham gia BBMA
- phát hành album đơn thứ 2 "The Time" với phần 1 mang tên "15 phút điên cuồng". Trong ngày đầu mở bán đã ngay lập tức vượt mức 400,000 bản, đạt được chứng nhận bạch kim 2 sao
- Ngày 1/9 buổi họp báo độc quyền giới thiệu tùy bút-sách ảnh "Tôi là Timmy" Đồng thời, Hứa Ngụy Châu cũng được trao tặng danh hiệu Đại sứ đọc sách của Jingdong
- Ngày 1 tháng 10 tham dự Tuần lễ thời trang Paris
- Ngày 20 tháng 11 là khách mời đặc biệt do Victoria' s Secret gởi lời mời tham dự
- Ngày 9 tháng 12 Tổ chức concert Châu Á lần 2 trạm đầu tiên tại Thượng Hải

### 2018
- Hợp tác mở bán phiên bản giới hạn BST CNY Superdry & Timmy --> sold out trong vòng vài phút
- Công bố Châu Châu là Đại diện đầu tiên toàn dòng CoachMen China chỉ số độ hot của coach đã tăng lên đến 1140% chỉ sau một thời gian công bố
- Công bố Châu là Đại sứ năng lượng của Fendi và dự Fashion Week theo lời mời của hãng
- Tham dự FSW show của Alexander-McQueen
- Công bố Châu là Đại sứ phong cách của Tiffany & Co và dự sự kiện ra mắt nước hoa
- Tham dự sự kiện Laneige và cắt băng khánh thành
- Ngày 3 tháng 1 trở thành người phát ngôn toàn cầu của Superdry
- Ngày 4/1/2018, Coach tuyên bố Hứa Ngụy Châu trở thành Đại diện đầu tiên cho toàn dòng thời trang nam của Coach khu vực Trung Quốc
- Ngày 23/06/2018, lên đường sang Paris tham dự tuần lễ thời trang tại đây
- Ngày 29/08/2018, biểu diễn hai ca khúc "Phóng" và "Vinh quang" tại đêm trao giải âm nhạc Hoa Ngữ 2018
- Ngày 20/10/2018 tổ chức concert với chủ đề "Final Light" kỷ niệm sinh nhật thứ 24 tại Bắc Kinh, Trung Quốc

### 2019
- Ngày 5/3 Hứa Ngụy Châu tham gia lễ trao giải phim truyền hình xuất sắc - Đài truyền hình Phương Đông.[5]
- Ngày 25/03 tham dự Đông Phương Phong Vân Bảng
- Ngày 30/3 tham gia hoạt động hưởng ứng Giờ Trái Đất 2019
- Ngày 31/5 catwalk tại Sự kiện trình diễn bst Fendi Thu-Đông nữ giới và nam giới
- Ngày 17/6 dự Tuần lễ thời trang Milan
- Ngày 17/6 nhận danh hiệu đại diện dòng sản phẩm túi PeekABoo của Fendi
- Ngày 17/6 catwalk cho show FendiSS20, trở thành người mẫu hoạt động thường xuyên
- Ngày 23/6 dự Lễ bế mạc Liên hoan phim Quốc Tế Thượng Hải

### 2022
- Ngày 10/3, anh thông báo kết hôn.[6]

## Diễn xuất
- Tháng 10 năm 2015, Ngụy Châu tập trung quay phim Trò chơi điên cuồng (tên tạm dịch, tựa gốc: 电竞也疯狂, phát hành tháng 1 năm 2016)[7] với vai đội trưởng chiến đội MK Nhạc Hoành Sinh. Tháng 12 cùng năm, Ngụy Châu có mặt tại buổi họp báo bấm máy bộ phim BL chiếu mạng Thượng Ẩn. Tại buổi họp báo, anh đã thể hiện ca khúc Anh chỉ quan tâm em (我只在乎你).[8] Tháng 1 năm 2016, Ngụy Châu tham gia diễn xuất chính trong Thượng Ẩn, vào vai Bạch Lạc Nhân. Anh còn sáng tác và thể hiện ca khúc chủ đề Hải Nhược Hữu Nhân (海若有因) và ca khúc cuối phim Bước chầm chậm (慢慢走).
- Ngày 7 tháng 6 năm 2016, anh tham gia buổi họp báo ra mắt phim hoạt hình "Đại ngư hải đường" và đảm nhận vai trò lồng tiếng cho nhân vật Côn- một nhân vật nam chính với tính cách lương thiện, nhân ái. Phim công chiếu từ ngày 8 tháng 7 năm 2016.[9]

## Phim

### Phim truyền hình
| Năm  | Tên phim                     | Tên tiếng Trung    | Nhân vật        | Vai trò   | Bạn diễn                           |
| ---- | ---------------------------- | ------------------ | --------------- | --------- | ---------------------------------- |
| 2016 | Thượng Ẩn                    | 上瘾               | Bạch Lạc Nhân   | Vai chính | Hoàng Cảnh Du                      |
| 2018 | Thuyết tiến hóa tình yêu     | 爱情进化论         | Đinh Vũ Dương   | Vai phụ   | Trương Nhược Quân, Trương Thiên Ái |
| 2019 | Cô Bạn Gái Tôi Không Thể Yêu | 我不能恋爱的女朋友 | Trì Tín         | Vai chính | Kiều Hân                           |
| 2020 | Phố Ma Dương Thân Yêu        | 亲爱的麻洋街       | Âu Tiểu Kiếm    | Vai chính | Đàm Tùng Vận                       |
| 2020 | Em Đến Cùng Mùa Hè           | 仲夏满天心         | Cận Trạch Nhất  | Vai chính | Dương Siêu Việt                    |
| 2021 | Bóng bàn                     | 乒乓               | Vu Khắc Nam     | Vai chính | Bạch Kính Đình                     |
| 2021 | Phong Khởi Nghê Thường       | 风起霓裳           | Bùi Hành Kiệm   | Vai chính | Cổ Lực Na Trát                     |
| 2022 | Lưu Quang Chi Thành          | 流光之城           | Dung Gia Thượng | Vai chính | Cảnh Điềm                          |
| 2022 | Cả Thế Giới Biết Em Yêu Anh  | 谁都知道我爱你     | Tiêu Thượng Kỳ  | Vai chính | Tống Thiến                         |
| 2023 | Phong Khởi Nghê Thường 2     | 风起霓裳2          | Bùi Hành Kiệm   | Vai chính | Cổ Lực Na Trát                     |

### Phim điện ảnh
| Năm  | Tên phim             | Tên tiếng Trung | Nhân vật        | Vai trò                |
| ---- | -------------------- | --------------- | --------------- | ---------------------- |
| 2015 | Trò chơi điên cuồng  | 竞也疯狂        | Nhạc Hoành Sinh | Vai chính              |
| 2016 | Đại ngư hải đường    | 大鱼海棠        | Côn             | Vai chính (lồng tiếng) |
| 2019 | Tố nhân đặc công     | 素人特工        | Đinh Sơn        | [ 11 ]                 |
| 2021 | Hãy viết chuyện tình | 我们书写爱情吧  | Xu Dezhi        |                        |

## Danh sách đĩa nhạc
- Light (2016)
- The Time (2018)
- CrossFever (2024)

## Hòa nhạc và lưu diễn
|                         | Thời gian  | Thành phố              |
| ----------------------- | ---------- | ---------------------- |
| First "Light" Asia Tour | 05/06/2016 | Bắc Kinh, Trung Quốc   |
| First "Light" Asia Tour | 25/06/2016 | Seoul, Hàn Quốc        |
| First "Light" Asia Tour | 17/07/2016 | Thâm Quyến, Trung Quốc |
| First "Light" Asia Tour | 30/07/2016 | Băng Cốc, Thái Lan     |
| First "Light" Asia Tour | 13/08/2016 | Thượng Hải, Trung Quốc |
| "Light" Asia Tour       | 9/12/2017  | Thượng Hải, Trung Quốc |
| "Light" Asia Tour       | 26/05/2018 | Băng Cốc. Thái Lan     |
| Final "Light"           | 20/10/2018 | Bắc Kinh, Trung Quốc   |

## Giải thưởng và đề cử
| Năm  | Giải thưởng                                 | Hạng mục                                    | Phim        | Kết quả   | Tham khảo |
| ---- | ------------------------------------------- | ------------------------------------------- | ----------- | --------- | --------- |
| 2016 | 16th Top Chinese Music Awards               | Most Popular Network Drama Idol             | Thượng ẩn   | Đoạt giải | [ 13 ]    |
| 2016 | 4th OK! Magazine Awards                     | New Generation Actor                        | —           | Đoạt giải | [ 14 ]    |
| 2016 | Fresh Asia Music Awards                     | Best New Artist                             | —           | Đoạt giải | [ 15 ]    |
| 2016 | iFeng Fashion Choice Awards                 | Fashion Popularity Pioneer                  | —           | Đoạt giải | [ 16 ]    |
| 2016 | L'OFFICIEL Fashion Night Awards             | Best New Artist                             | —           | Đoạt giải | [ 17 ]    |
| 2016 | 1st Annual Sina Weibo Fan Festival Ceremony | Sina Star of The Year                       | —           | Đoạt giải | [ 18 ]    |
| 2016 | Bazaar's Men of the Year Ceremony           | Attractive Star of the Year                 | —           | Đoạt giải | [ 19 ]    |
| 2016 | 13th Esquire Man at His Best Award Ceremony | Best New Artist                             | —           | Đoạt giải | [ 20 ]    |
| 2016 | Trendshealth Award Ceremony                 | Influential Health Role Model               | —           | Đoạt giải | [ 21 ]    |
| 2017 | Annual Sina Sports Awards                   | 2016 Sports Male God                        | —           | Đoạt giải | [ 22 ]    |
| 2017 | The 24th ERC Chinese Top Ten Awards         | Most Influential Network Artist             | —           | Đoạt giải | [ 23 ]    |
| 2017 | The 24th ERC Chinese Top Ten Awards         | Best New Artist                             | —           | Đoạt giải | [ 23 ]    |
| 2017 | 5th V Chart Awards                          | Best New Mainland Artist                    | —           | Đoạt giải | [ 24 ]    |
| 2017 | Music Radio China Top Ranking Awards        | Best New Artist                             | —           | Đoạt giải | [ 25 ]    |
| 2017 | Asian Music Gala Awards                     | Best New Artist                             | —           | Đoạt giải | [ 26 ]    |
| 2017 | MTV Global Chinese Music Awards             | Most Popular New Male Artist                | —           | Đoạt giải | [ 27 ]    |
| 2017 | MTV Global Chinese Music Awards             | Top Ten Golden Songs                        | Walk Slowly | Đoạt giải | [ 28 ]    |
| 2017 | Fresh Asia Music Awards                     | Most Popular Singer                         | —           | Đoạt giải | [ 29 ]    |
| 2017 | Fresh Asia Music Awards                     | Top Ten Golden Songs                        | Fun         | Đoạt giải | [ 30 ]    |
| 2017 | 14th Esquire Man at His Best Award Ceremony | Favorite Idol                               | —           | Đoạt giải | [ 31 ]    |
| 2017 | CCTV Global Chinese Music Chart             | Weekly Champion                             | Glory       | Đoạt giải | [ 32 ]    |
| 2017 | L'OFFICIEL Fashion Night Awards             | Fearless Spirit Representative Actor        | —           | Đoạt giải | [ 33 ]    |
| 2017 | Men's Uno Young Award Ceremony              | New Youth Actor                             | —           | Đoạt giải | [ 34 ]    |
| 2018 | ERC Chinese Top Ten Awards lần thứ 25       | Most Influential Network Artist             | —           | Đoạt giải | [ 35 ]    |
| 2018 | ERC Chinese Top Ten Awards lần thứ 25       | Media Recommending Singer                   | —           | Đoạt giải | [ 35 ]    |
| 2018 | Music Radio China Top Ranking Awards        | Most Popular Male Singer                    | —           | Đoạt giải | [ 36 ]    |
| 2018 | Global Chinese Music Awards                 | Annual Best Live Performance Male Singer    | —           | Đoạt giải | [ 37 ]    |
| 2018 | Global Chinese Music Awards                 | Annual All-Round Male Artist                | —           | Đoạt giải | [ 38 ]    |
| 2018 | Asia Music Festival Ceremony                | Most Popular Male Singer                    | —           | Đoạt giải | -         |
| 2019 | China Quality TV Drama Awards               | All-Around Artist of The Year               | —           | Đoạt giải |           |
| 2020 | Đông Phương Phong Vân Bảng                  | Giải thưởng nghệ sĩ toàn năng               |             | Đoạt giải |           |
| 2020 | Đông Phương Phong Vân Bảng                  | giải thưởng concert được truyền thông đề cử |             | Đoạt giải |           |